# Puccinia campanulae

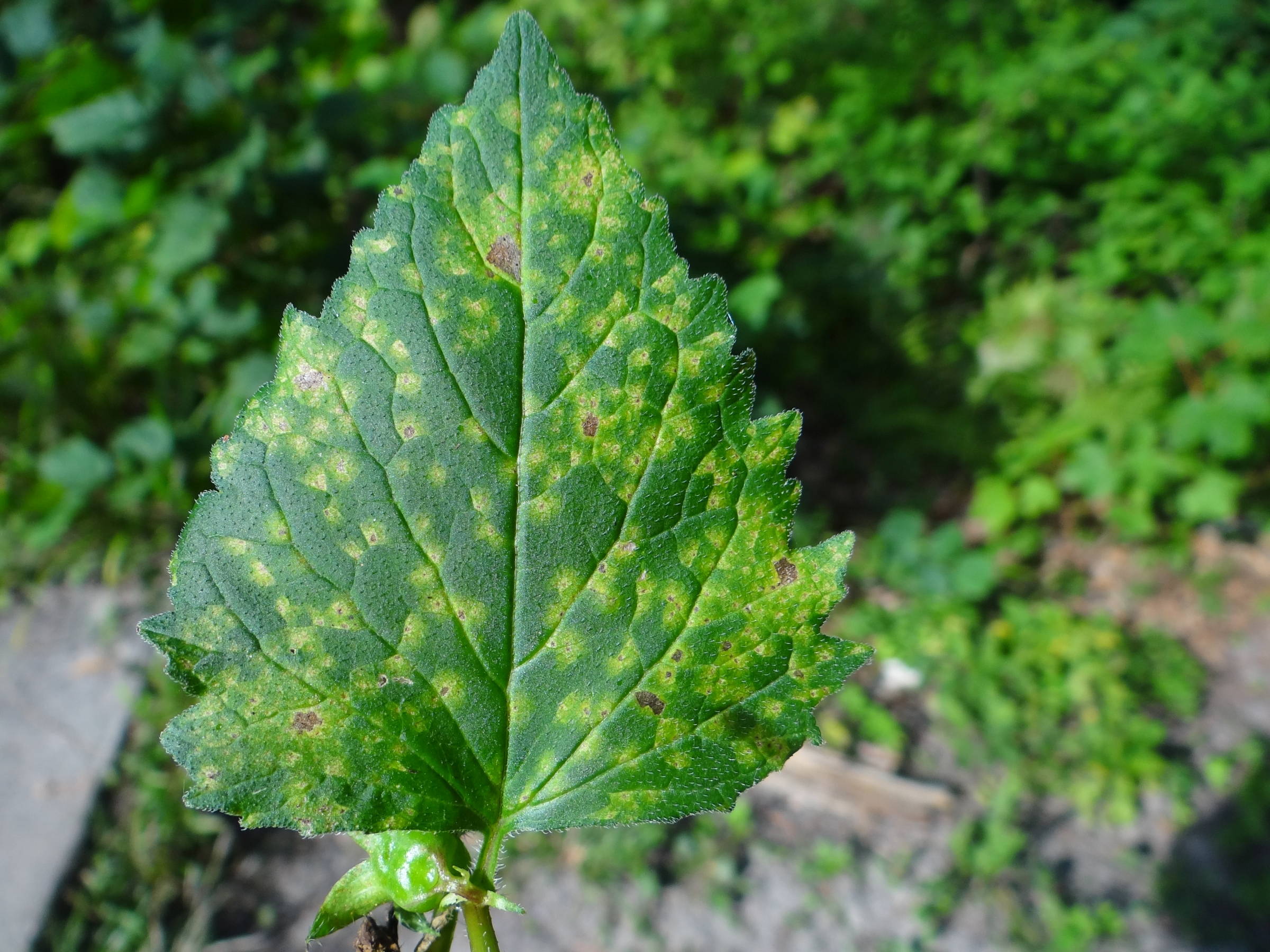
Plamy na górnej stronie porażonego liścia

Puccinia campanulae DC. – gatunek grzybów z rodziny rdzowatych (Pucciniaceae). Grzyb mikroskopijny pasożytujący na roślinach z rodzaju dzwonek (Campanula) i jasieniec (Jasione). Wywołuje u nich chorobę zwaną rdzą.

## Systematyka i nazewnictwo
Pozycja w klasyfikacji według Index Fungorum: Puccinia, Pucciniaceae, Pucciniales, Incertae sedis, Pucciniomycetes, Pucciniomycotina, Basidiomycota, Fungi.
Synonimy:
- Dicaeoma campanulae (Carmich.) Kuntze 1898
- Micropuccinia campanulae (Carmich.) Arthur & H.S. Jacks. 1922
- Puccinia campanulae-rotundifoliae Gäum. & Jaag 1935

## Morfologia i rozwój
Jest rdzą jednodomową, tzn, że cały cykl rozwojowy odbywa się na jednym żywicielu i rdzą niepełnocyklową wytwarzającą tylko jeden rodzaj zarodników – dwukomórkowe teliospory.
Grudkowate telia powstają na dolnej stronie liści. Nad nimi, na górnej stronie liści tworzą się początkowo żółte, chlorotyczne plamy, później brunatniejące. Teliospory elipsoidalne do podłużnych, umiarkowanie zwężone na przegrodzie, o wierzchołkach zaokrąglonych, podstawie lekko zwężającej się. Mają rozmiary 27–43 × 13–20 μm. Ściana bladożółta do bladożółtobrązowej, na bokach o grubości 1,6 μm. W porach grubsza (2,1–4,2 μm) wskutek obecności małych  brodawek. Powierzchnia bardzo drobnobrodawkowata, na przegrodach i brodawkach jaśniejsza. Trzonek hialinowy, kruchy, odłamujący się, o długości do 10 μm.

## Występowanie
Puccinia campanulae występuje pospolicie w Ameryce Północnej i Europie, podano występowanie tego patogenu także w Japonii. Telia rozwijają się na liściach i łodygach roślin, obficiej w dolnej części rośliny, mniej obficie na liściach górnych.
Opisano występowanie P. campanulae na następujących gatunkach roślin: Campanula (cochlearifolia, lingulata, persicifolia, rapunculus, rotundifolia, scheuchzeri, trachelium, ? uniflora) i Jasione montana.

## Gatunki podobne
Na dzwonkach występuje również drugi gatunek rdzy – Coleosporium campanulae, wywołujący podobne objawy. Heinirich Klebahn w 1904 r. opisał 3 podobne gatunki: Coleosporium campanulae-rapunculoidis, Coleosporium campanulae-rotundifoliae, Coleosporium campanulae-trachelii. W Polsce jednak do 2003 r. nie notowano żadnego z tych 4 gatunków.